# Sainte-Chapelle de Châteaudun
Pour les articles homonymes, voir Sainte-Chapelle (homonymie).
La Sainte-Chapelle de Châteaudun est une chapelle édifiée au tournant du XVe siècle dans le château de Châteaudun, dans le département français d'Eure-et-Loir. Classée au titre des monuments historiques, elle est l'une des sept saintes chapelles (sur les dix d'origine, outre celle de Paris) qui subsistent en France. Elle était desservie par des chanoines.

## Historique

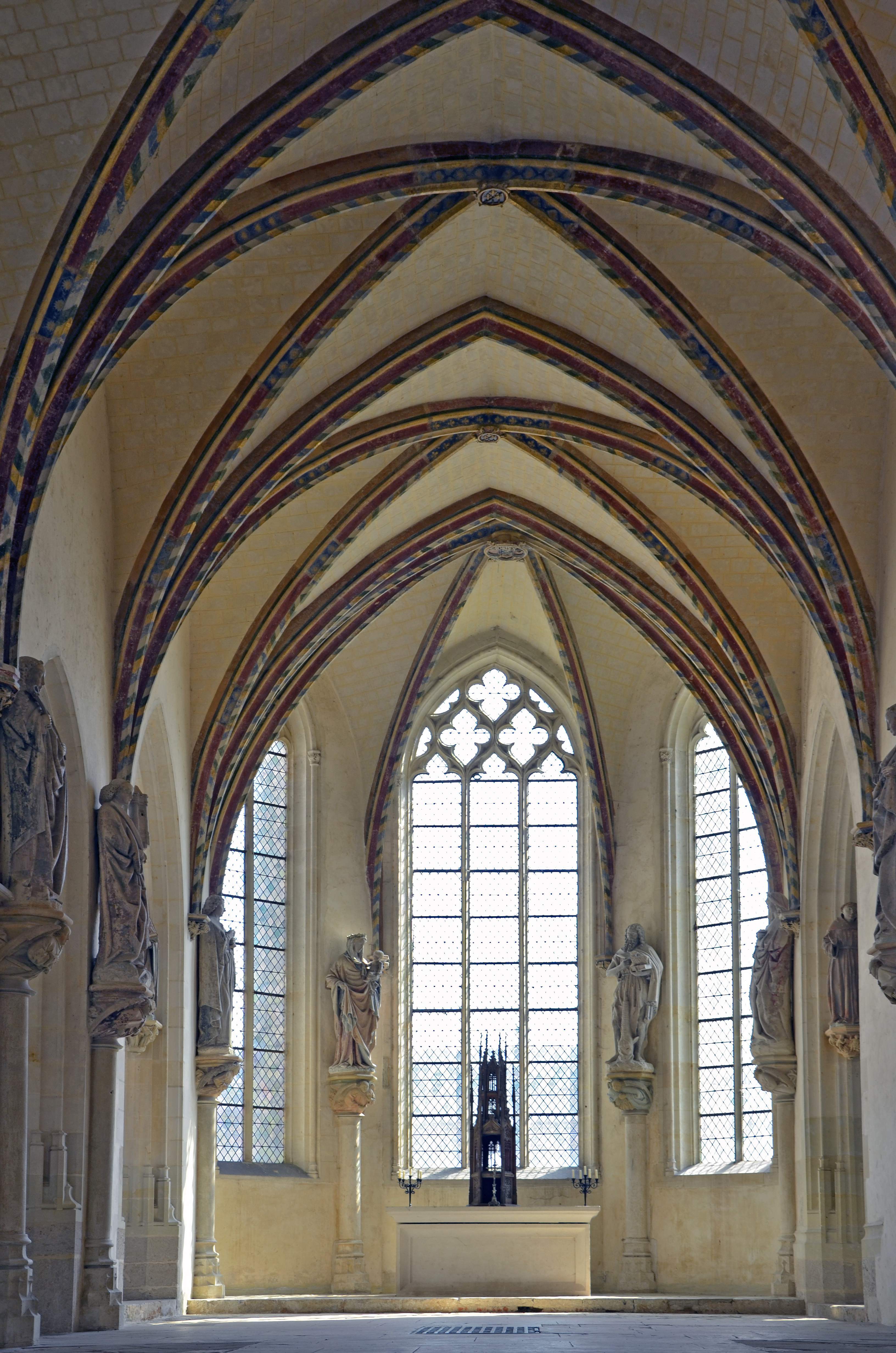
La nef de la chapelle basse.

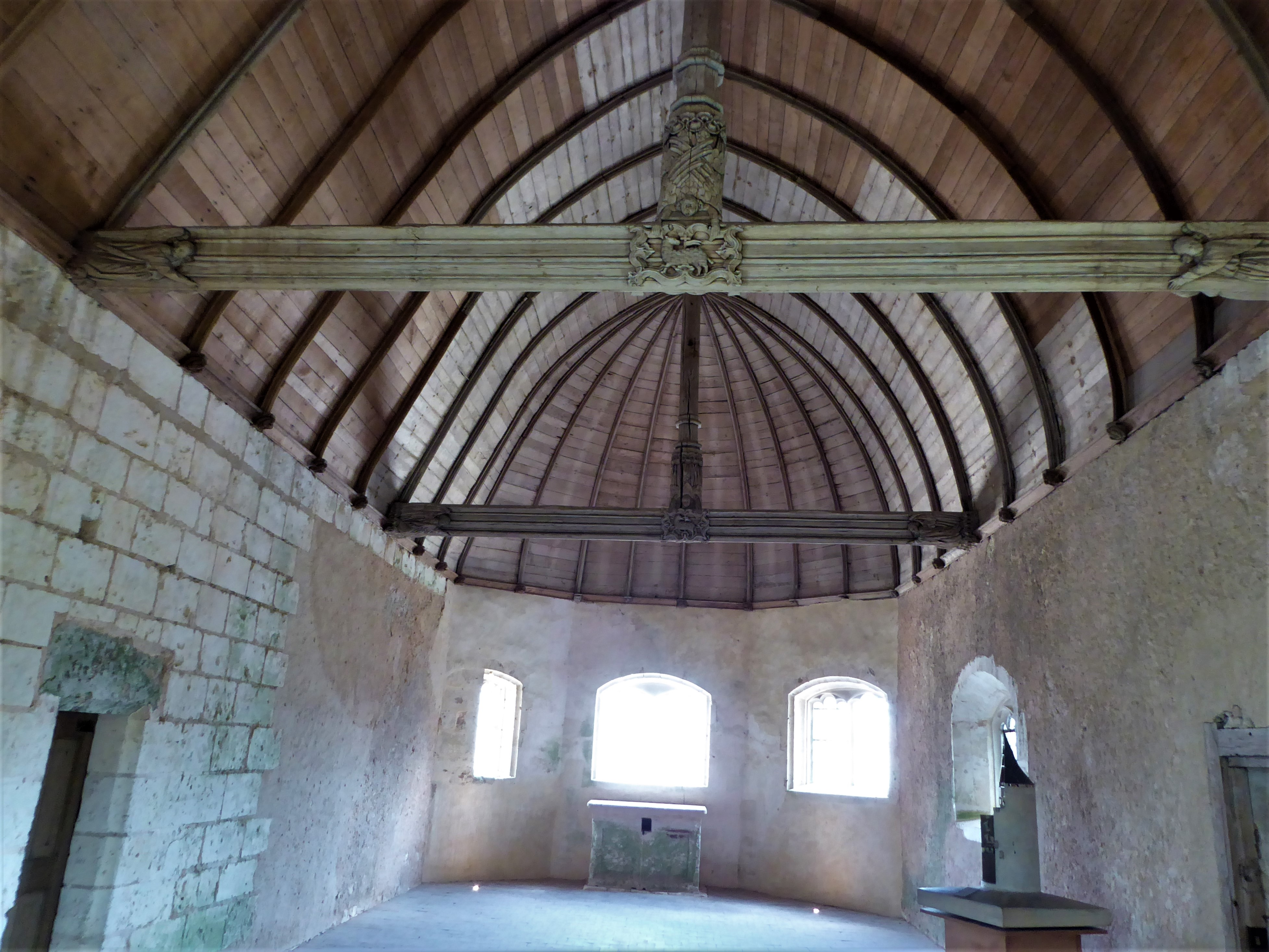
La voûte de la chapelle haute.

Jean, bâtard d'Orléans et compagnon d'armes de Jeanne d'Arc, reçoit en 1439 le comté de Dunois et la vicomté de Châteaudun de son demi-frère, Charles d'Orléans qui est libéré de sa prison anglaise en 1440. Après ses victoires, Charles VII l'a nommé grand chambellan de France en 1439. Bien qu'il n'ait pas été formellement reconnu, il est considéré comme un prince du sang à partir de cette date. En 1465, chargé par Louis XI de présider la commission de réformation du royaume, il obtient d'enlever de son blason la barre symbolisant sa bâtardise.
Il va entamer la reconstruction du château en 1451. Dunois va considérer qu'il peut construire une Sainte-Chapelle car il était le petit-fils de Charles V le Sage. Une Sainte-Chapelle relevait directement de l'autorité pontificale et était considéré comme une prérogative de personnages de sang royal. La chapelle est consacrée en 1465 bien qu'elle ne soit pas achevée. Les oratoires seront consacrés en 1494.
Comme toutes les saintes chapelles princières, elle avait aussi un but de commémoration dynastique. C'est ce qu'il déclare en 1467 pour la fondation de la chapelle qu'il a construite pour le salut des âmes de son aïeul Charles V, de son cousin Charles VII, de son père Louis d'Orléans, de son demi-frère Charles d'Orléans, de la sienne et de celle de son épouse, Marie d'Harcourt.
En 1492, le roi Charles VIII obtient du pape Alexandre VI que soient accordés à la chapelle du château de Châteaudun les mêmes privilèges que ceux d'une Sainte-Chapelle.
Les Saintes-Chapelles avaient aussi une vocation funéraire. Les membres de la famille de Dunois, qui ont porté après le bâtard d'Orléans le titre d'Orléans-Longueville, étaient inhumés dans l'église Notre-Dame de Cléry, seuls leur cœur étaient déposés dans le caveau de la Sainte-Chapelle de Châteaudun.
Le chapitre est supprimé en 1792. Le château est racheté par l'État en 1938 et confié au Centre des monuments nationaux.

## Description
La Sainte-Chapelle de Châteaudun a été élevée en trois campagnes. Dunois obtient en 1451 de l'évêque de Chartres l'autorisation de démolir la vieille chapelle du château. La chapelle a deux niveaux, comme on en trouve dans plusieurs demeures princières, mais, contrairement à l'usage, c'est la chapelle basse qui est la chapelle seigneuriale, la chapelle haute étant à l'usage des serviteurs. Elle est dédiée à la Vierge et à saint Jean-Baptiste, patrons de l'épouse et de Dunois. La chapelle haute était réservée aux domestiques et était dite de saint Vincent.
- Entre 1451 et 1454, la première campagne a consisté à construire le chœur de la chapelle basse et la chapelle haute, plus petite. Comme il ne subsiste aucun élément de cette première construction sur le mur nord de la chapelle, on peut supposer que la chapelle était construite contre un bâtiment qui a été démoli ultérieurement et dont il subsisterait par des caves. Une quittance est donnée en 1454 au maçon Martin Brait « pour avoir blanchi la basse et haulte chapelle ».

- Une seconde campagne est entreprise entre 1460 et 1464 par l'architecte Nicole Duval[2]. Les parties construites, la nef et la salle qui la surmonte, le mur nord du chœur, la sacristie et la voûte de l'oratoire sud, se caractérisent avec un appareil à double parement en pierre de taille. Une clé de voûte de la sacristie porte les armes de Marie d'Harcourt, une autre porte le blason originel de Dunois, donc posée avant 1465.

- Une troisième campagne de construction est réalisée à partir de 1493 par Agnès de Savoie (1445-1508), veuve de François Ier d'Orléans-Longueville. Le clocher est construit par le maçon Colas Picault, l'oratoire nord, le mur est de l'oratoire sud. Les oratoires ont été consacrés aux saints patrons de François d'Orléans-Longueville et d'Agnès de Savoie.

## Protection
La Sainte-Chapelle est classée au titre des monuments historiques par arrêté du 6 juillet 1918.

## Décor et mobilier

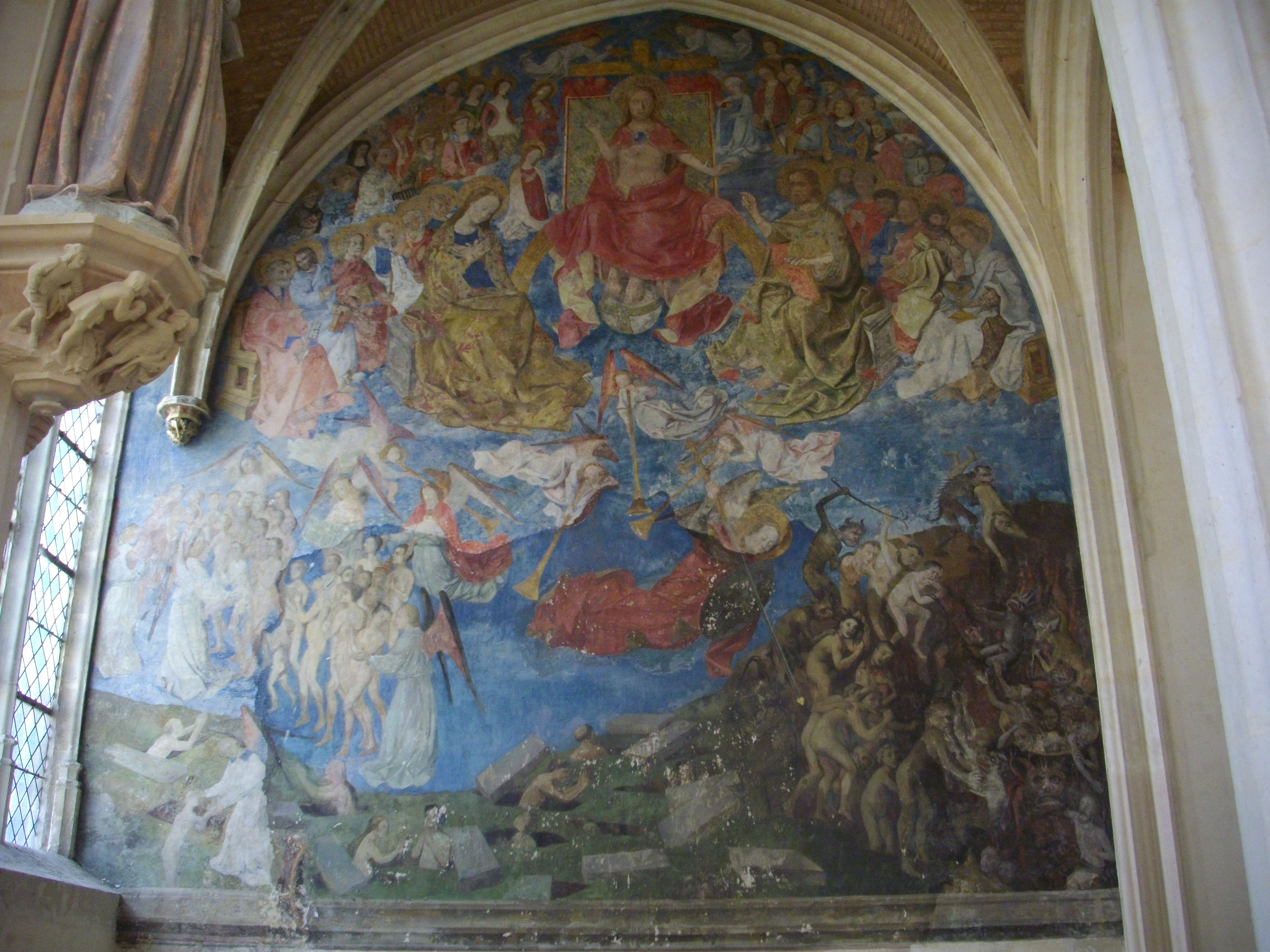
Le Jugement dernier de Paul Goybault, 1467.

La chapelle est décorée de douze statues représentant les patrons de la chapelle, la Vierge et saint Jean-Baptiste, et dix saints et saintes choisis par Dunois : saint Jean l'Évangéliste, sainte Madeleine, sainte Catherine d'Alexandrie, sainte Marguerite, sainte Geneviève, sainte Apolline, sainte Barbe, sainte Marie l'Égyptienne, sainte Élisabeth de Hongrie et sainte Radegonde. En 1494 ont été ajoutés les statues de saint François et sainte Agnès.
La tradition veut qu'une petite statue de la nef représente Dunois.
Une fresque de Paul Goybault représentant le Jugement dernier, datant de 1467, peinte sur le mur de l'oratoire sud, est classée au titre objet.
Les vitraux ont été détruits par les Prussiens en 1815.
La chapelle possédait parmi ses reliques un fragment de la Vraie Croix déposé dans un reliquaire d'or.

Les douze statues initiales de la chapelle basse
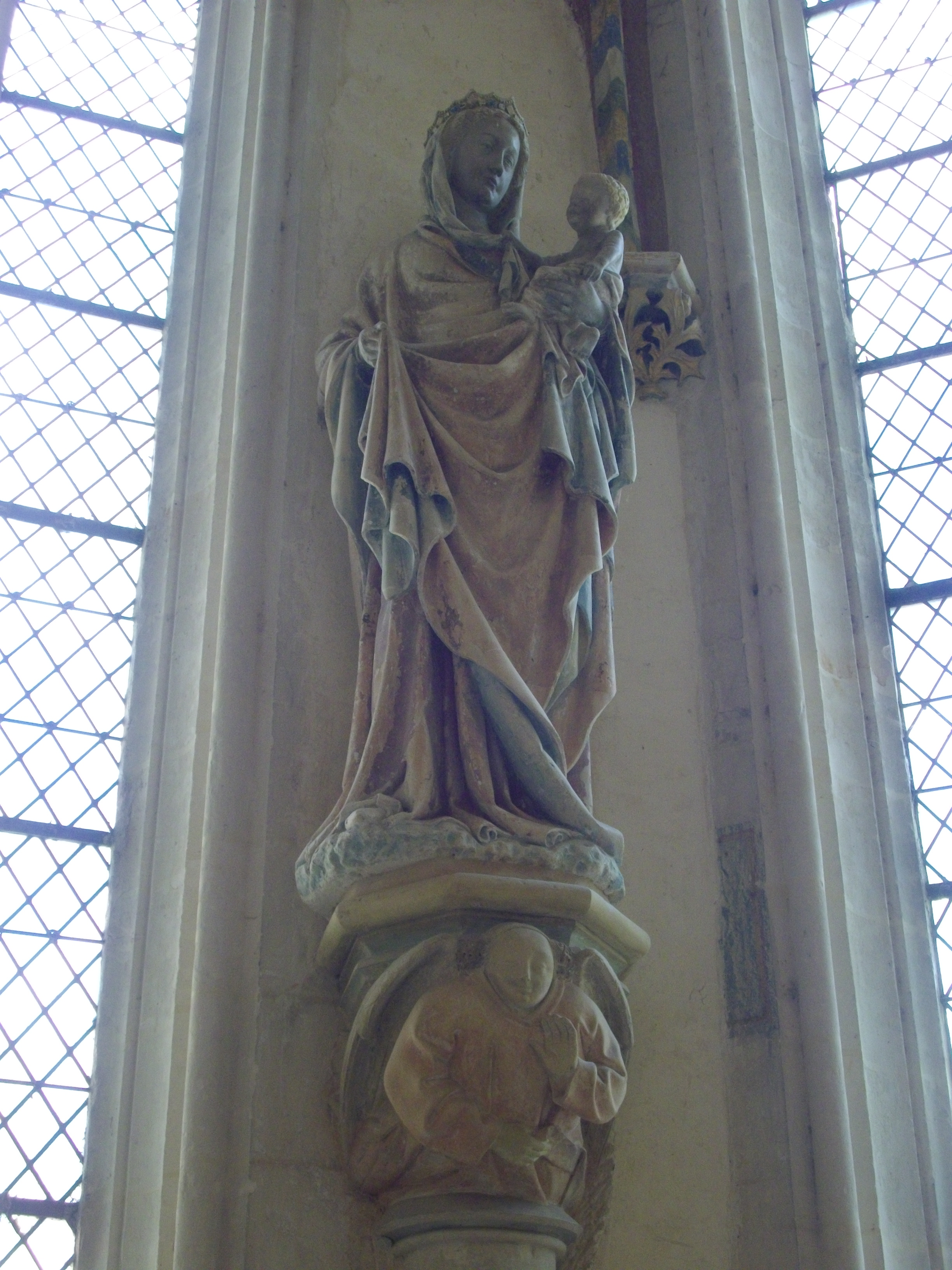
Vierge à l'Enfant[5].
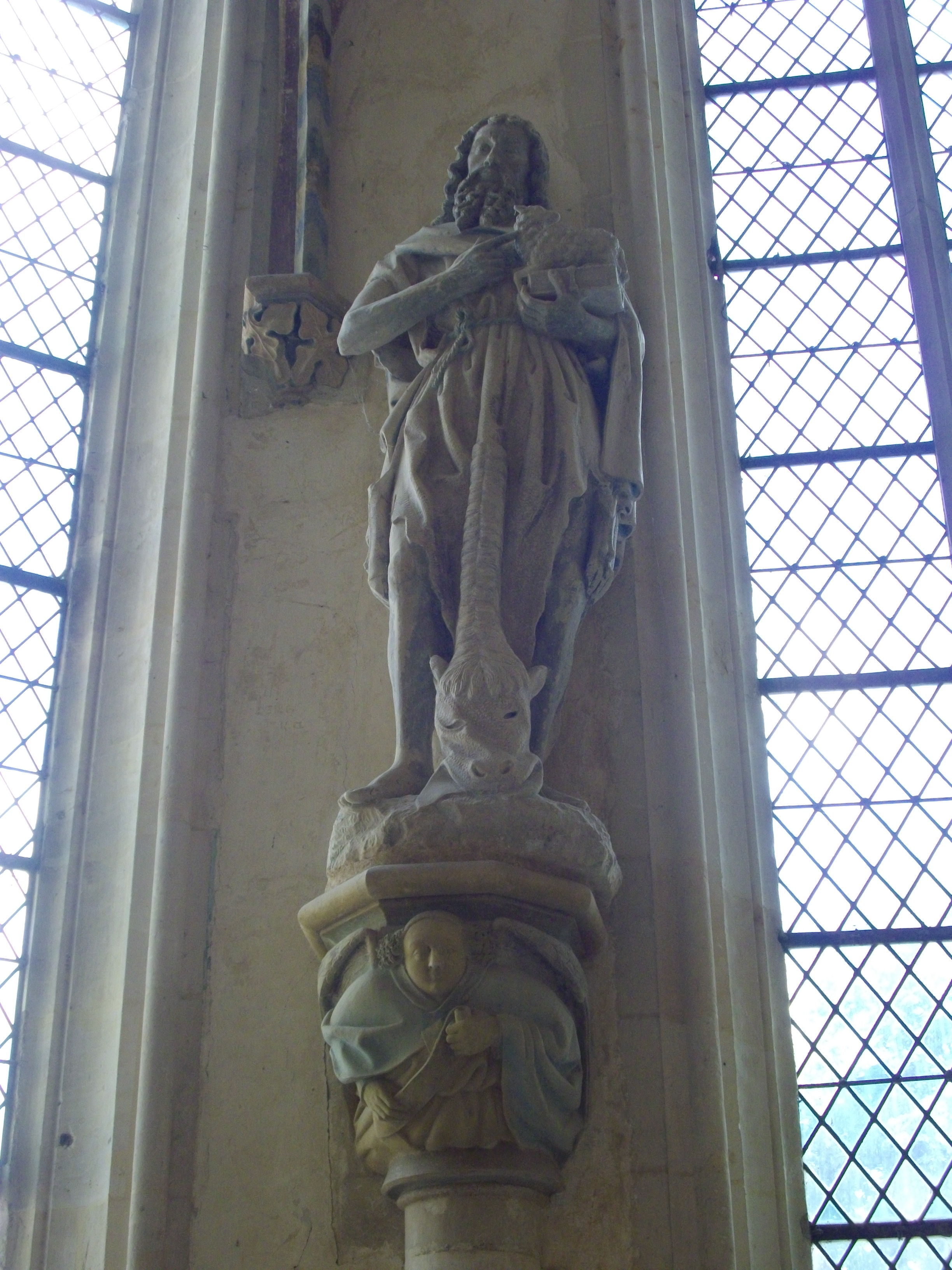
Saint Jean-Baptiste[6].
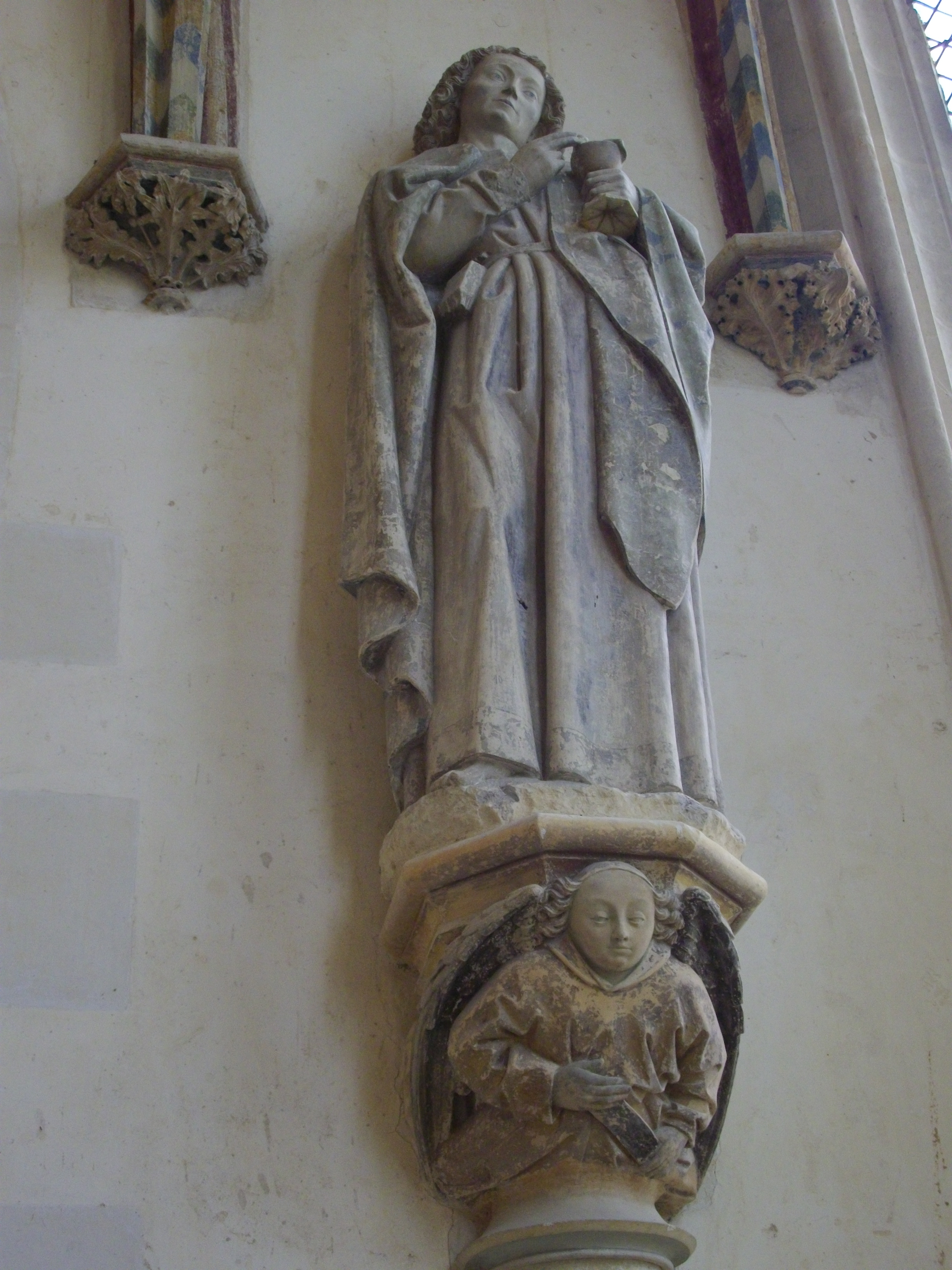
Saint Jean l'Évangéliste[7].
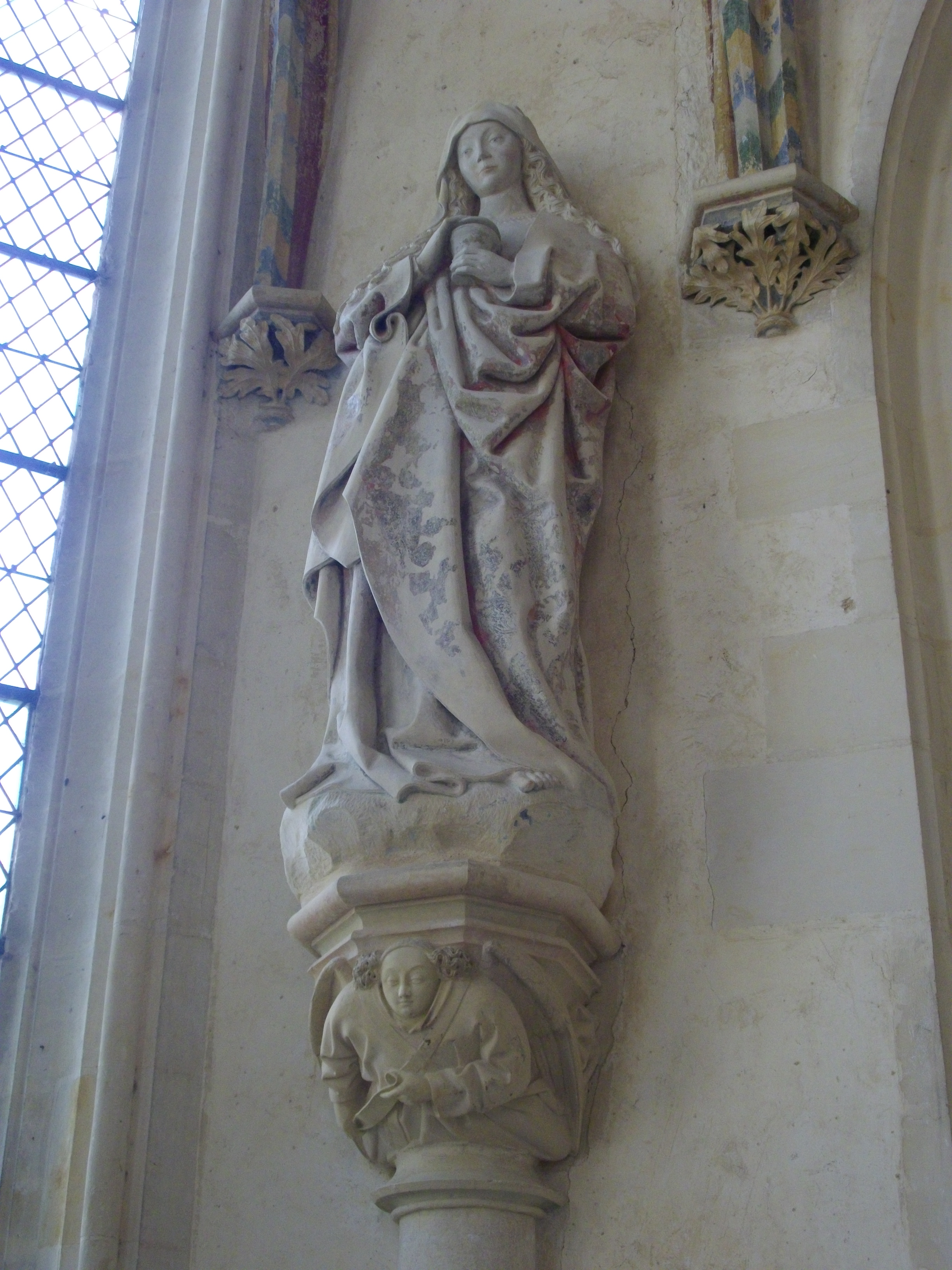
Sainte Madeleine[8].
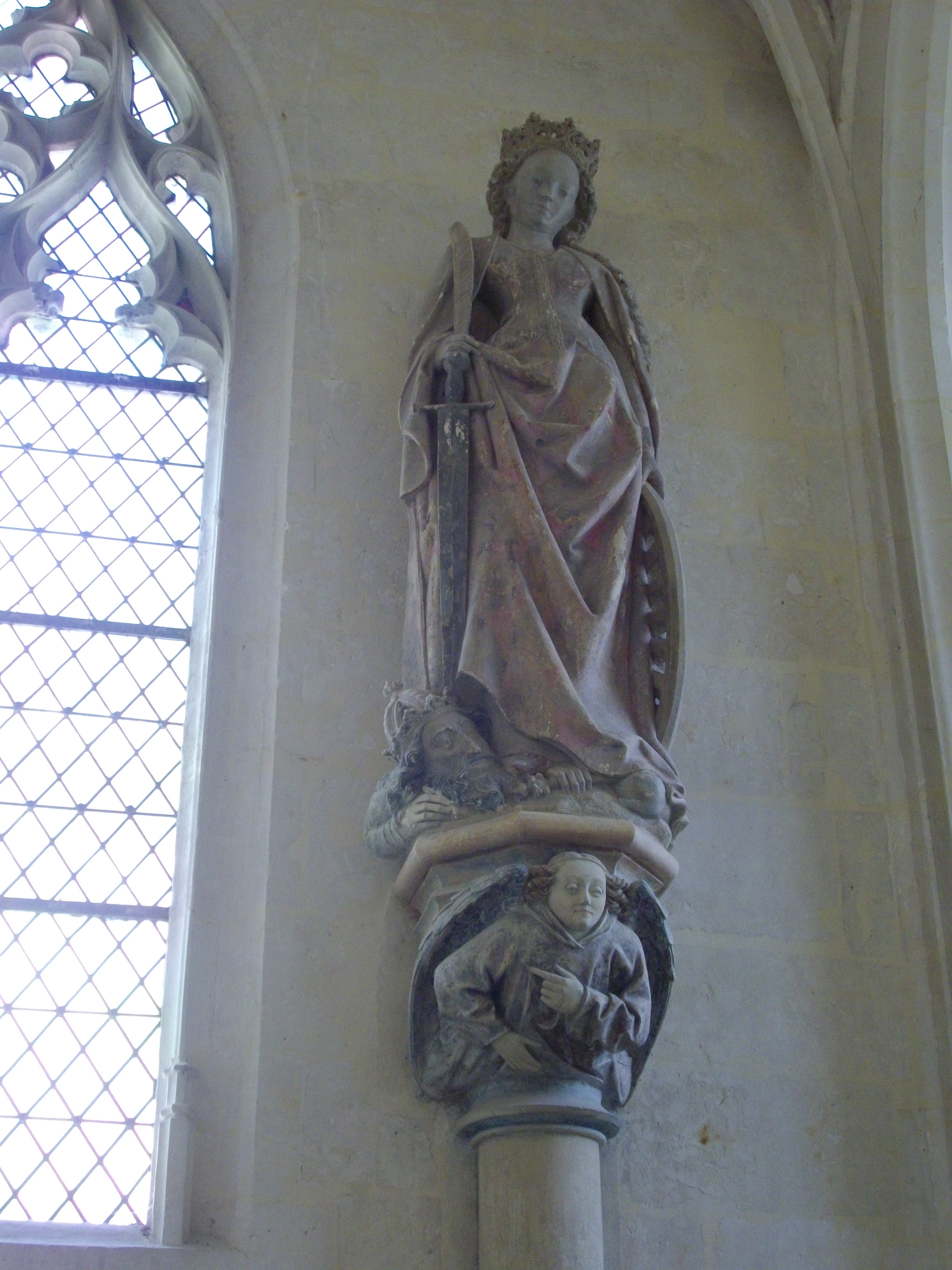
Sainte Catherine d'Alexandrie[9].
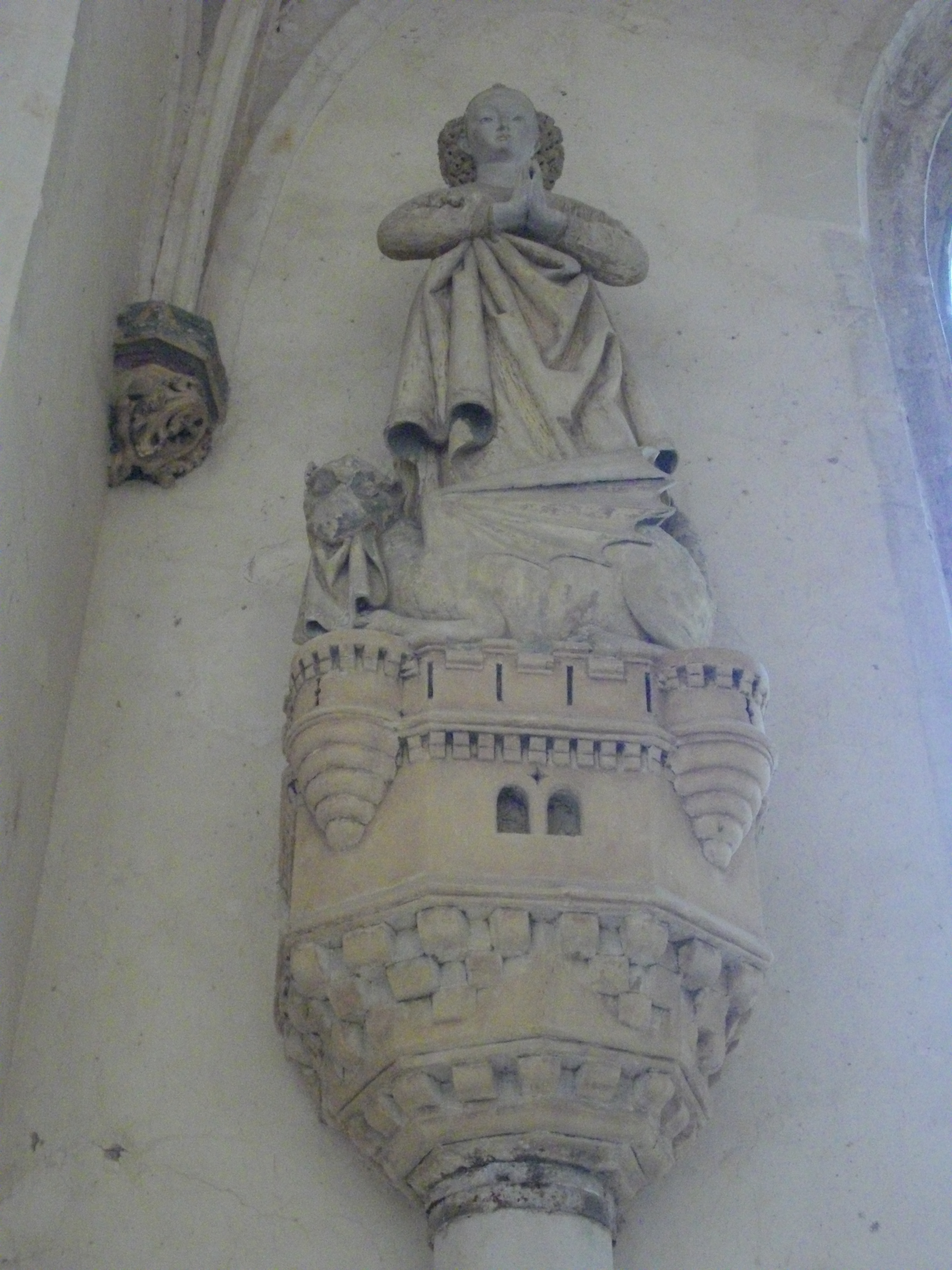
Sainte Marguerite[10].

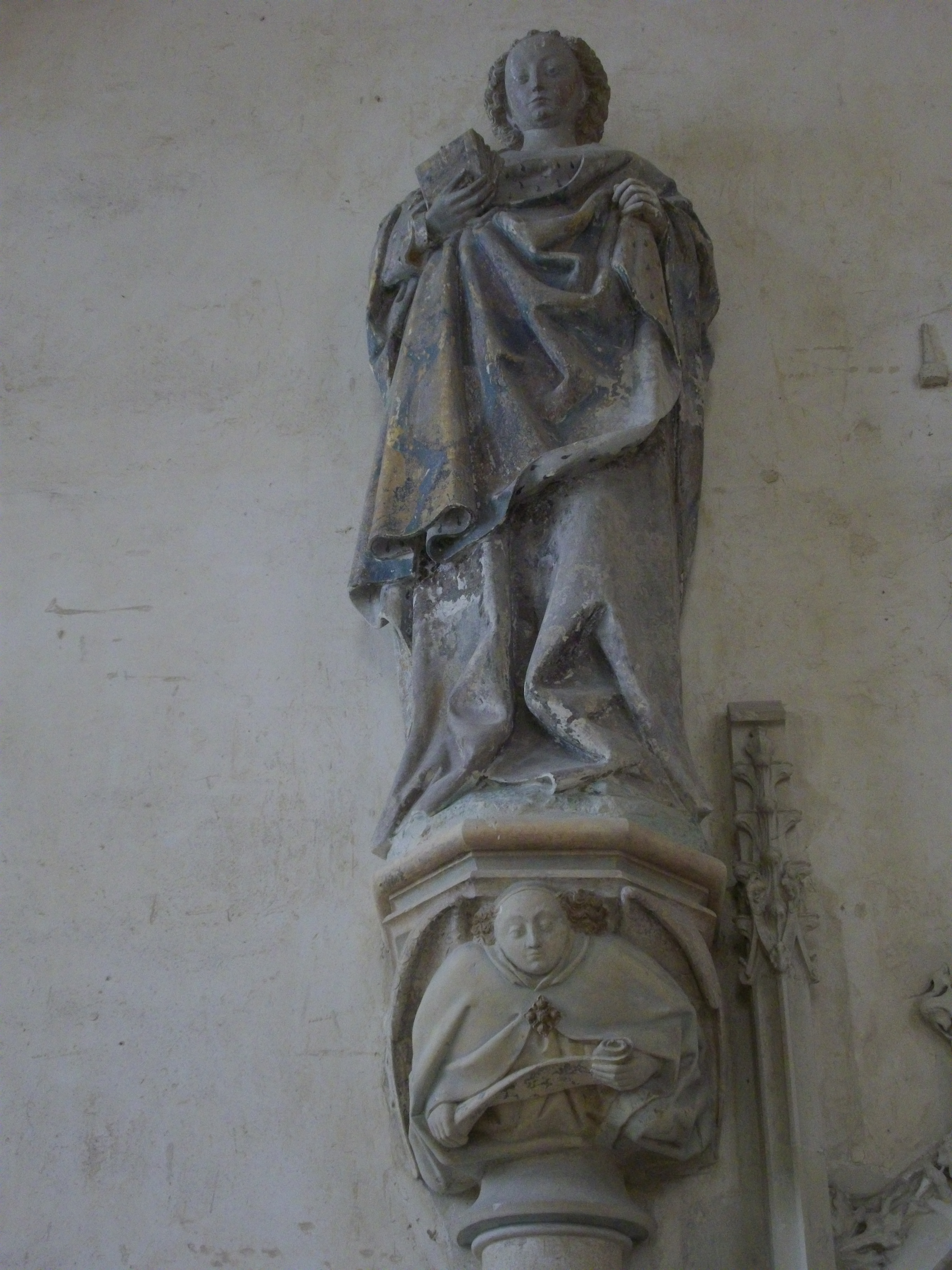
Sainte Geneviève[11].
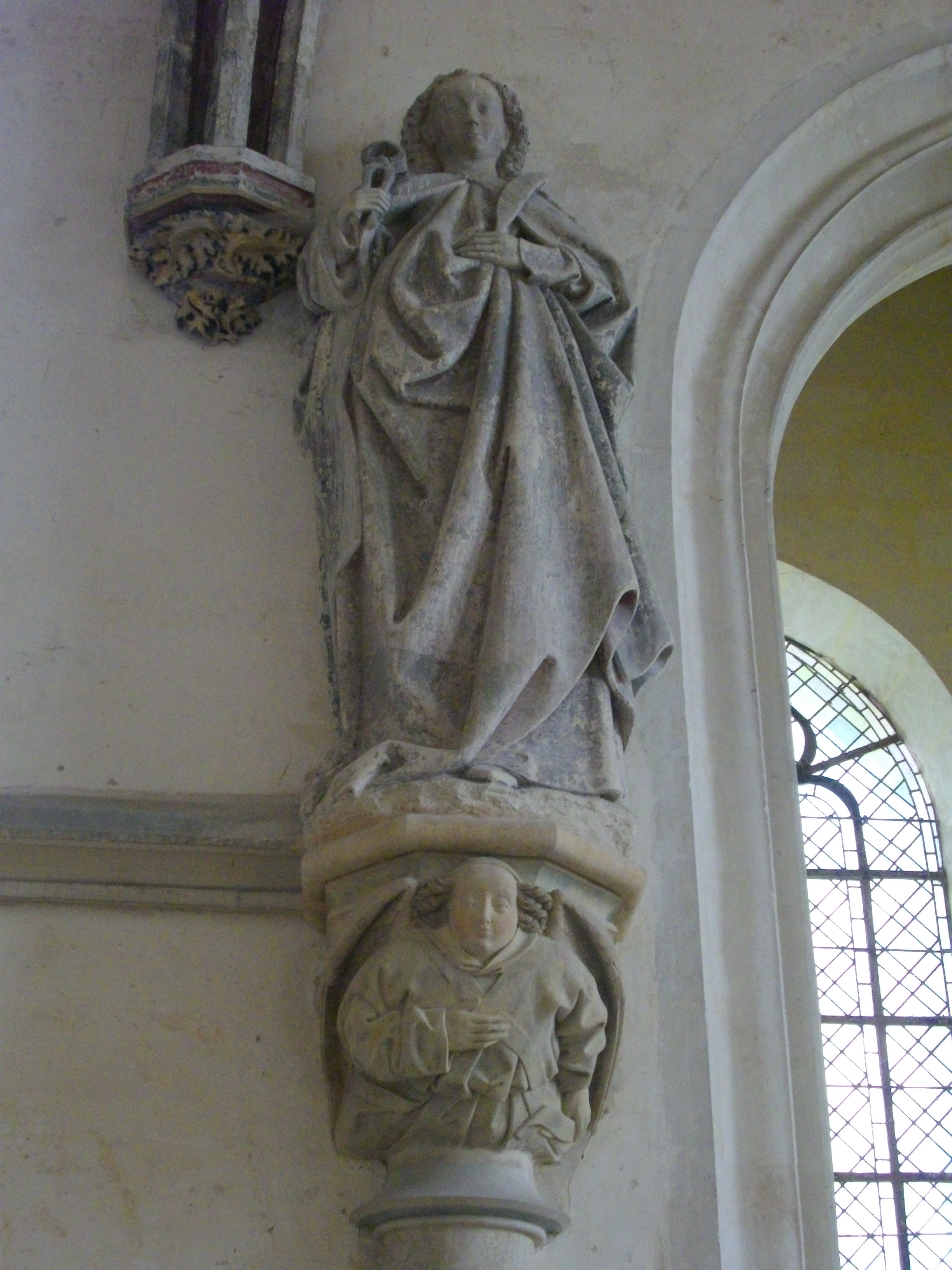
Sainte Apolline[12].
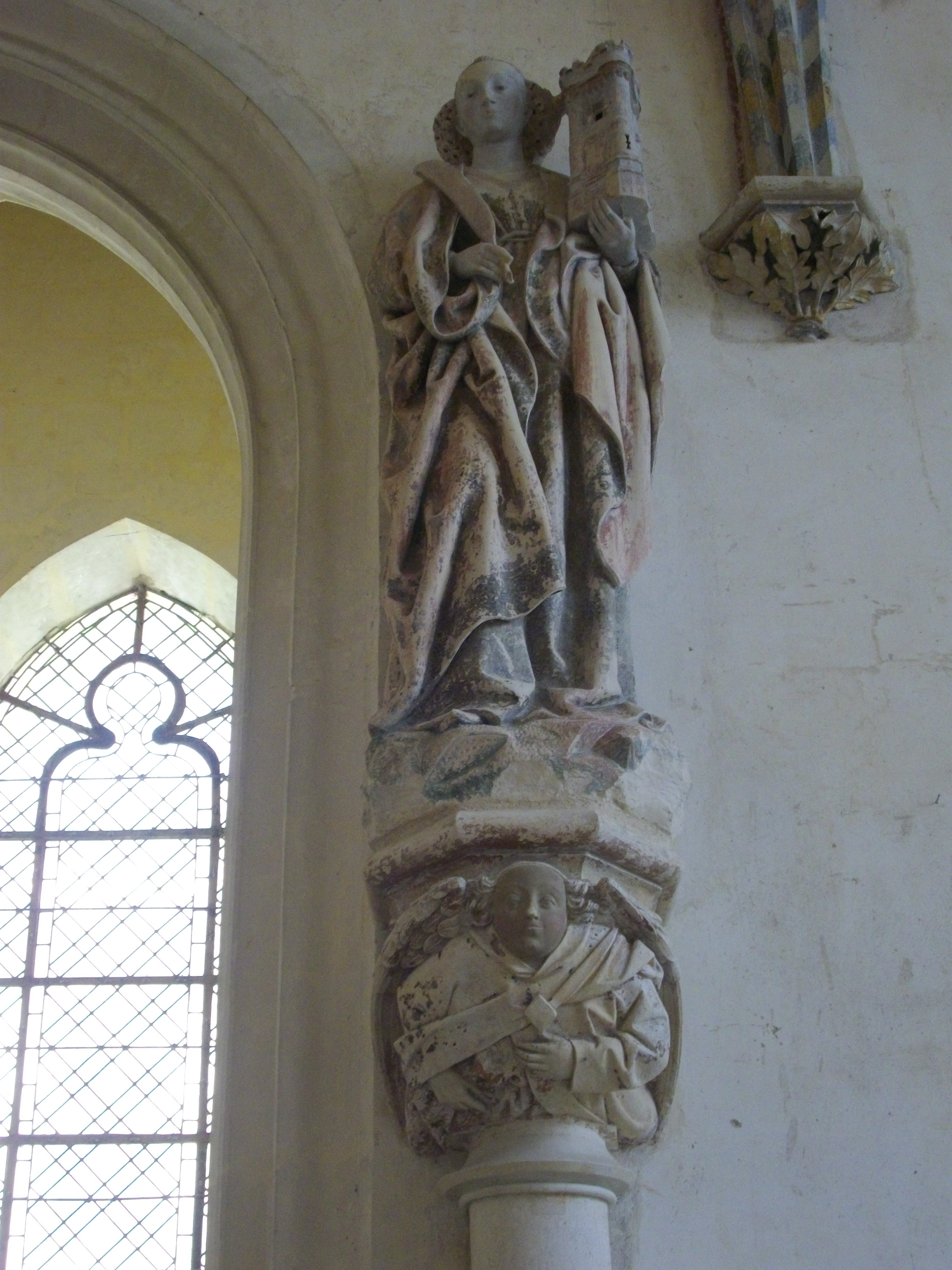
Sainte Barbe[13].
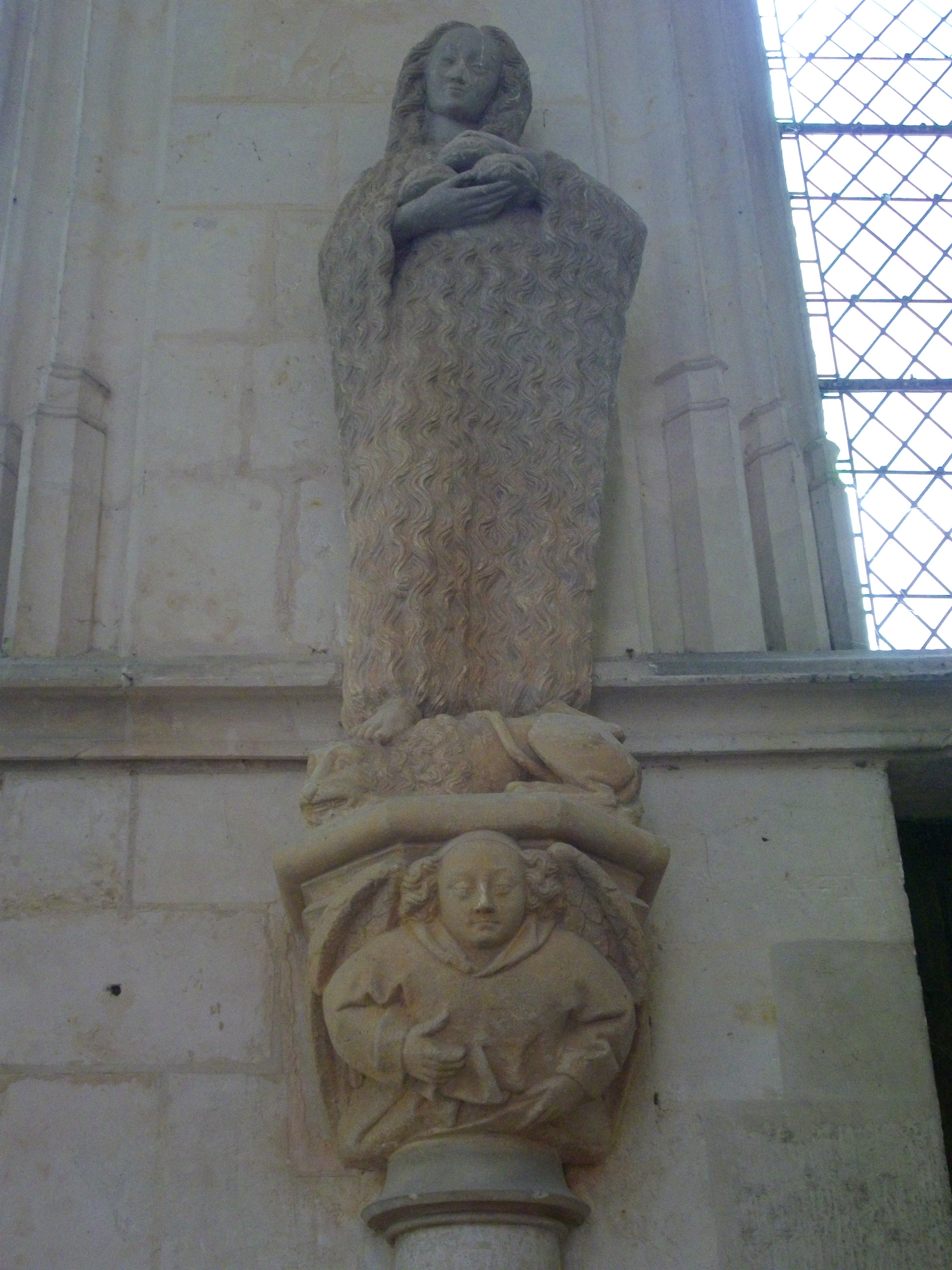
Sainte Marie l'Égyptienne[14].
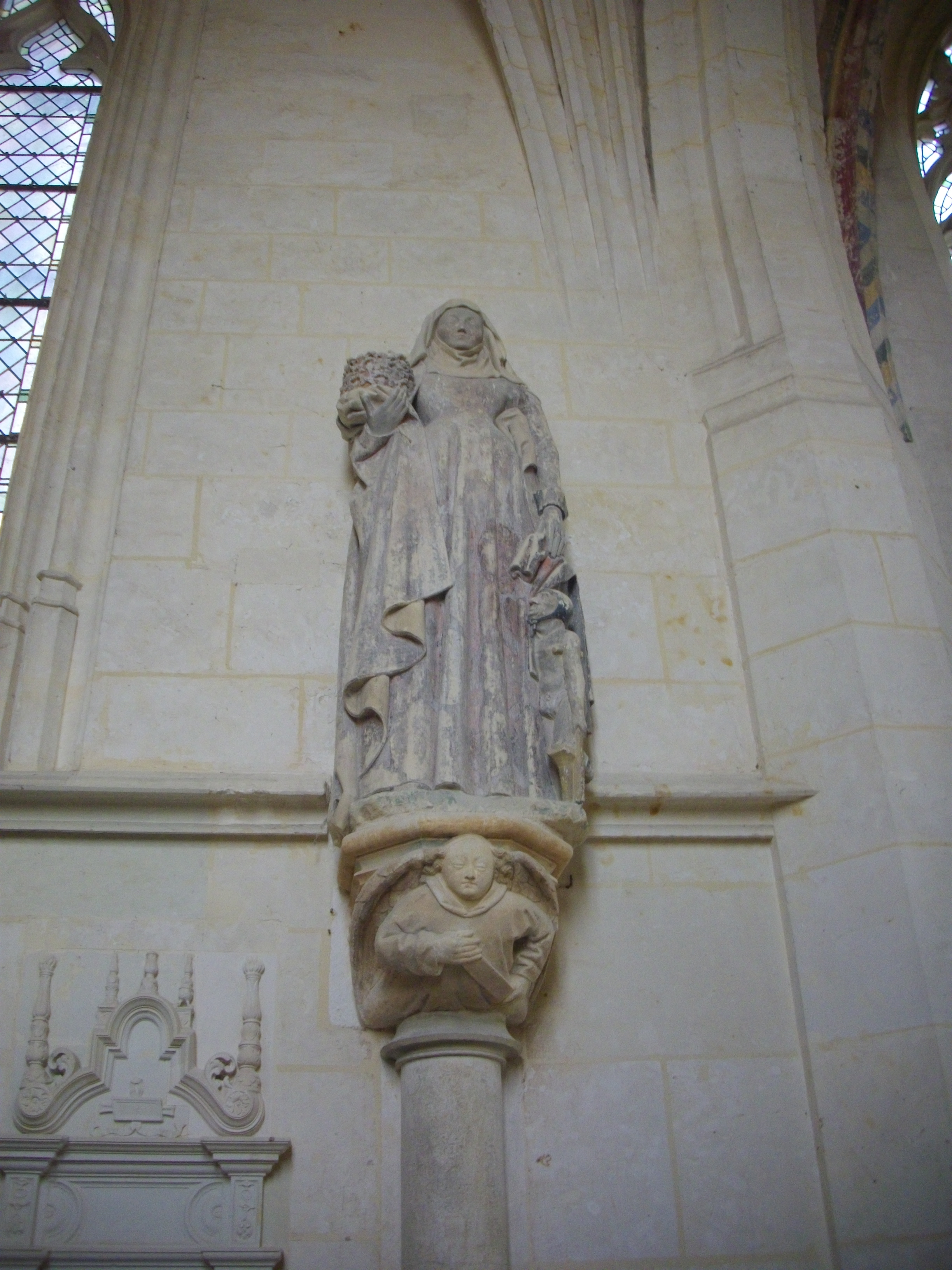
Sainte Élisabeth de Hongrie[15].
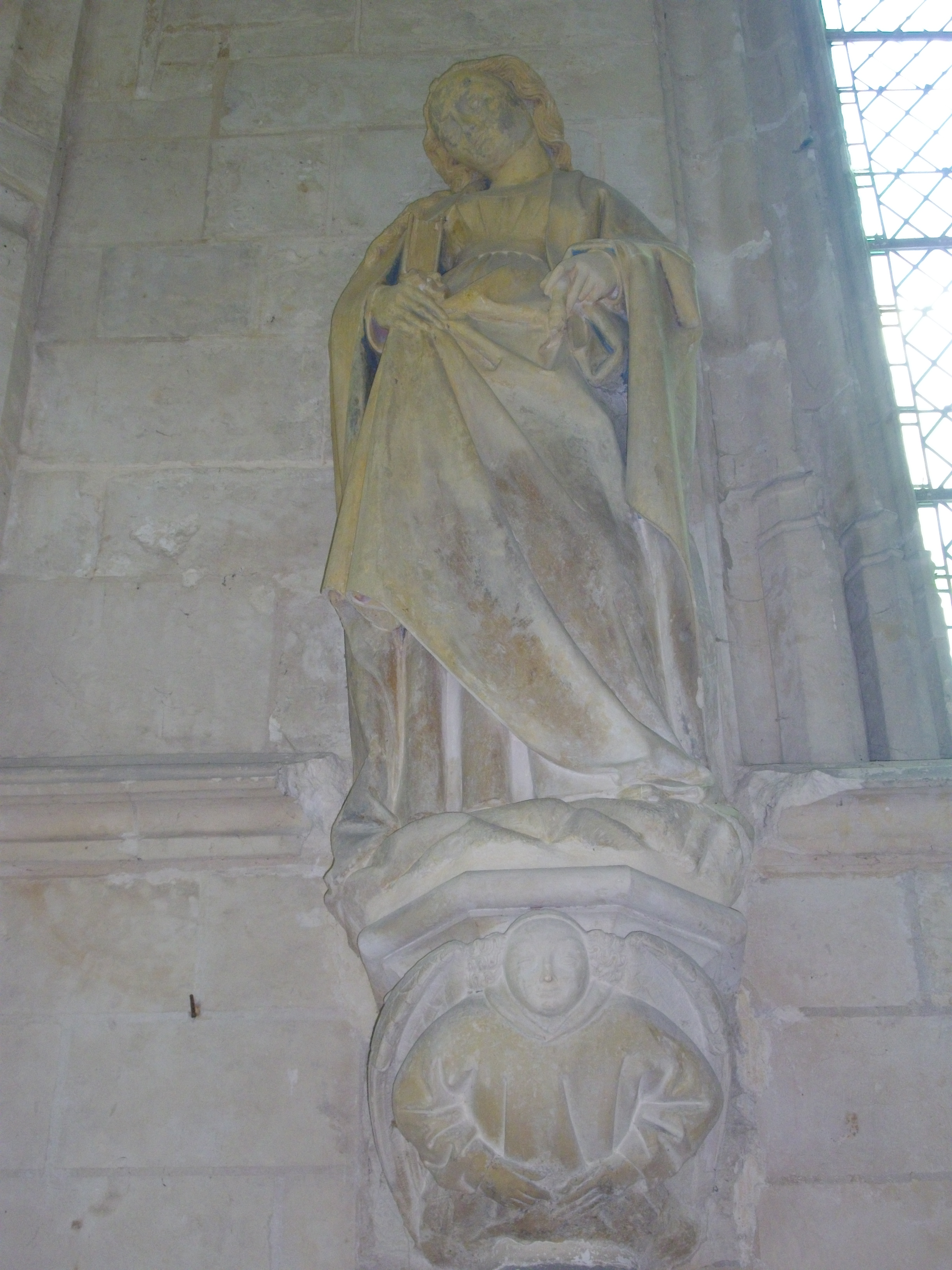
Sainte Radegonde[16].

Les trois statues supplémentaires
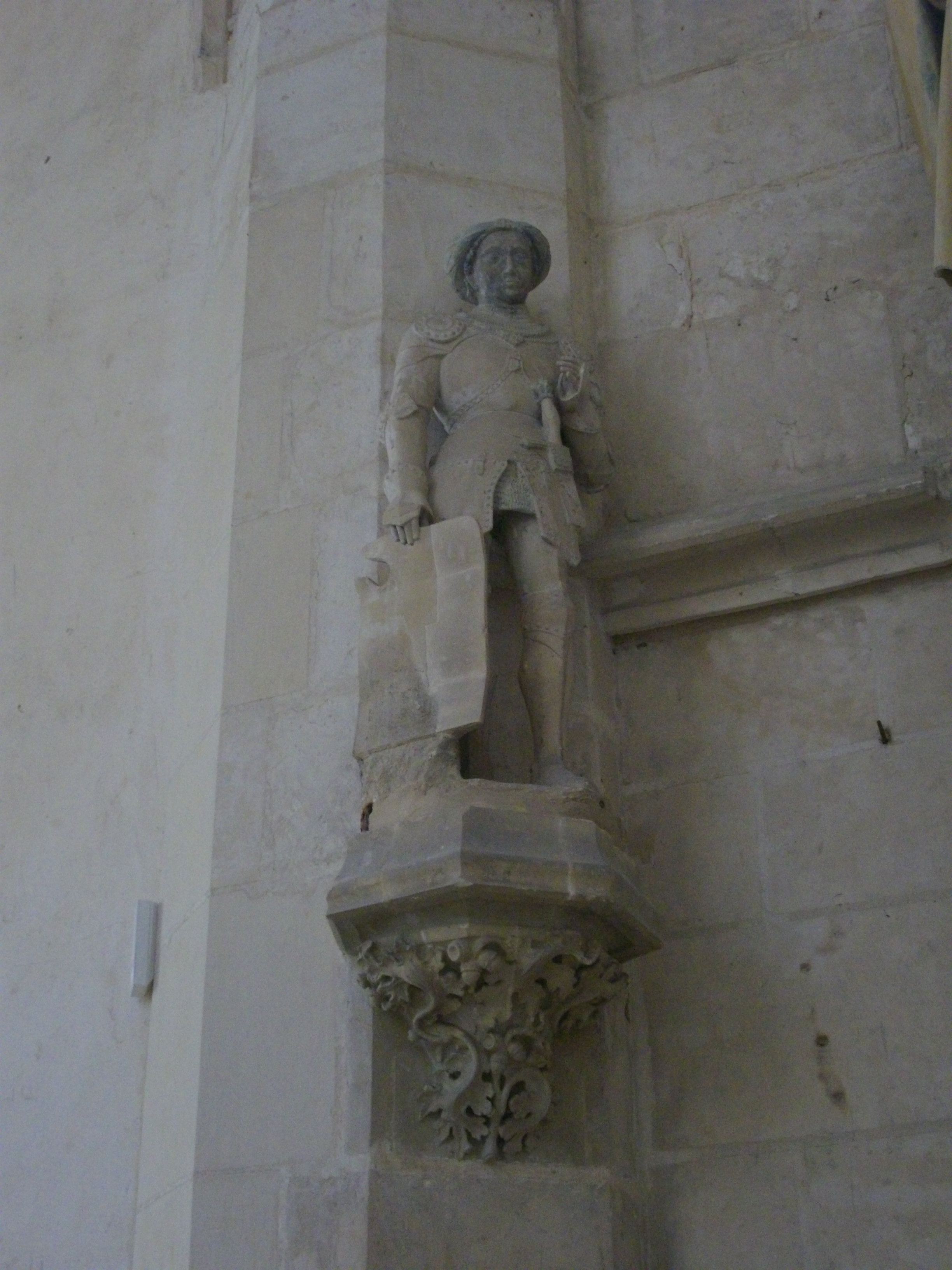
Jean Dunois[17].
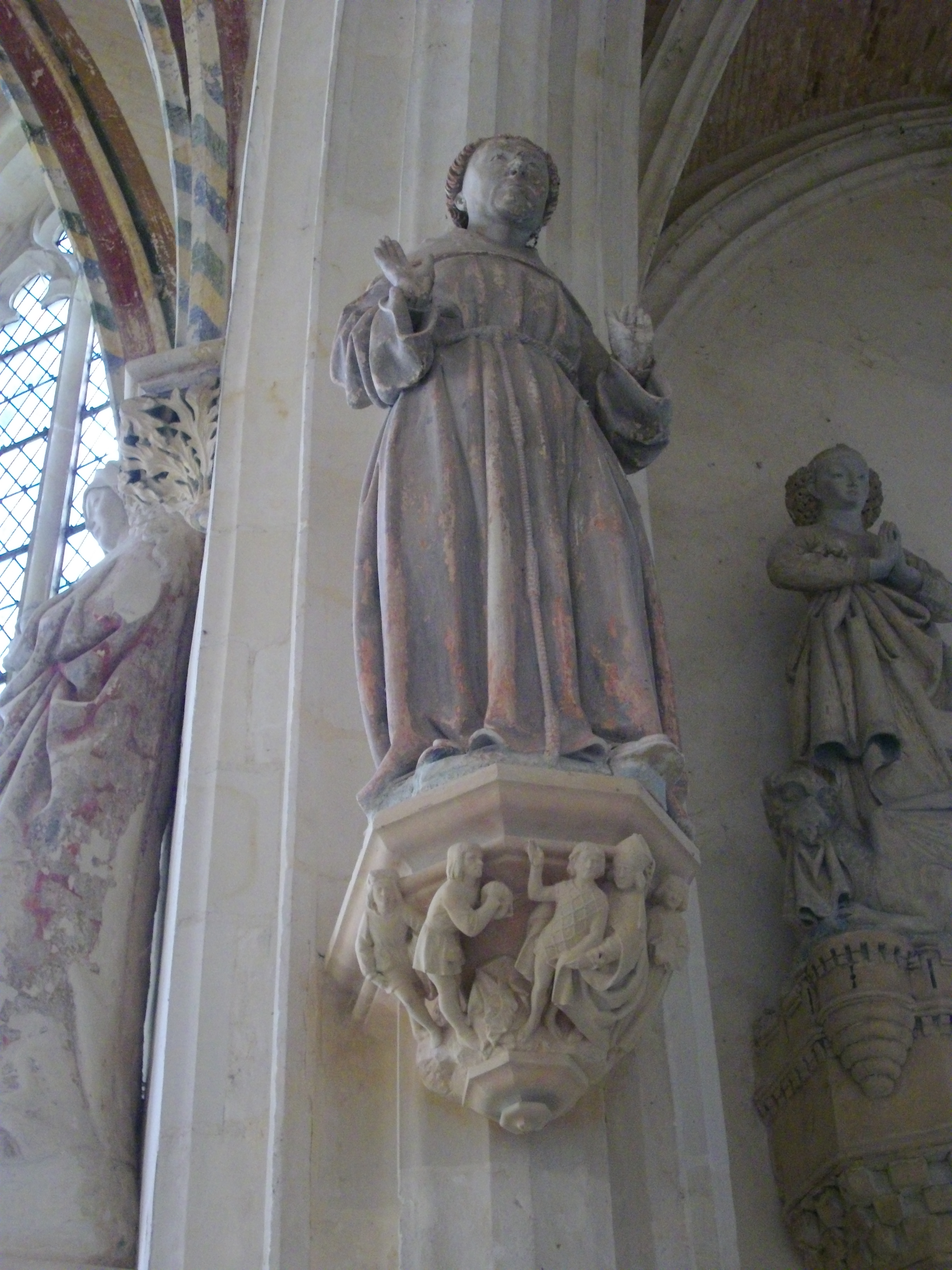
Saint François d'Assise[18].
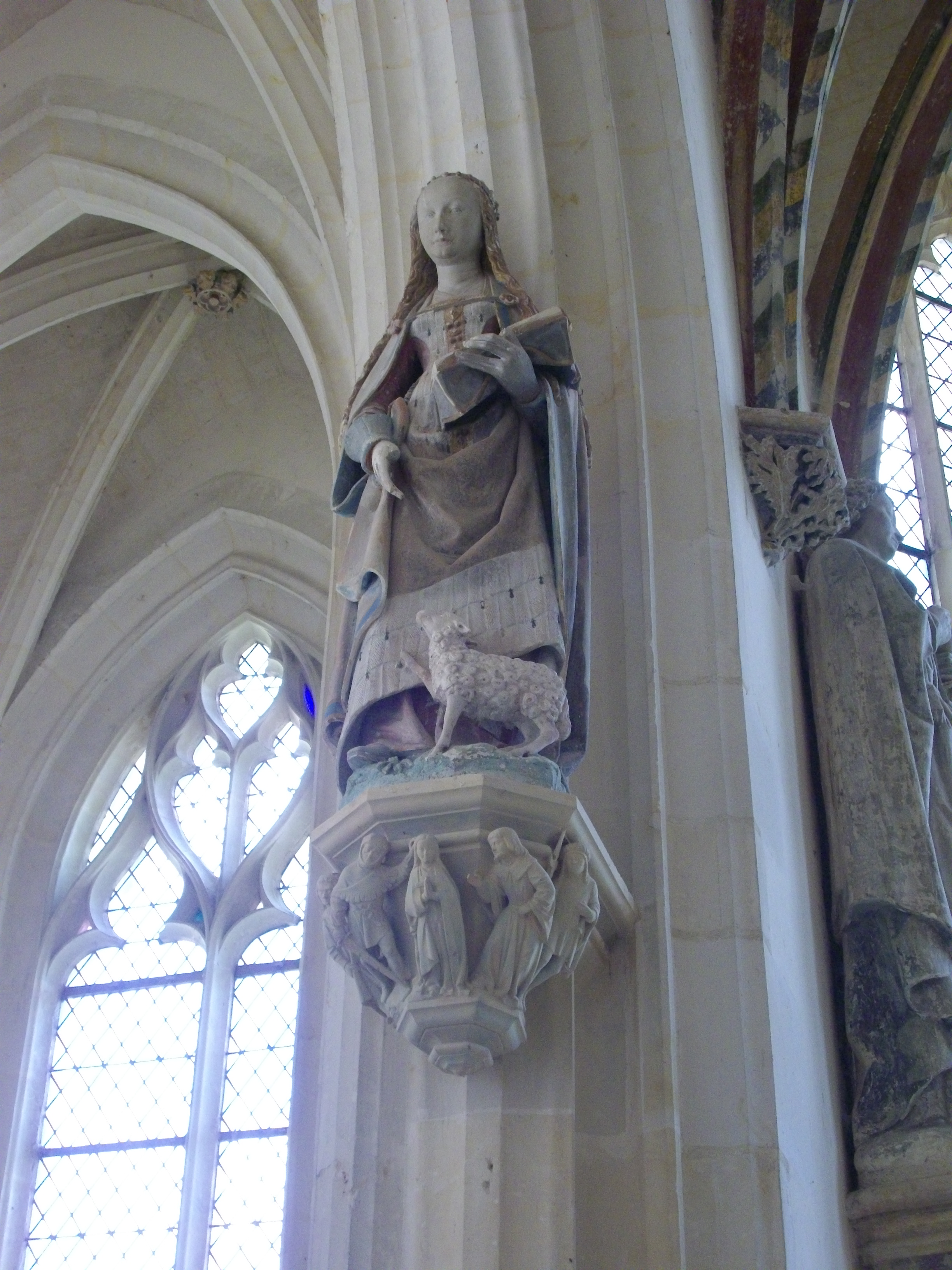
Sainte Agnès[19].

## Propriétés, revenus
Entre le 20 août 1495 et le 24 juin 1496 un accord est passé devant maître Oudin Costé notaire de Châteaudun, entre les religieuses bénédictines de l'abbaye Saint-Avit-les-Guêpières et les chanoines de la Sainte-Chapelle de Châteaudun pour des héritages au Genêt, en la paroisse de Saint-Denis-lès-Châteaudun.